# Кадиркіна
Кади́ркіна (каз. Кадыркина) — заплавне озеро на території Казахстану.
Озеро розташоване по лівому березі річки Ілек, лівій притоці Уралу.
Береги озера заросли чагарниками та деревами.